# Julie Elias

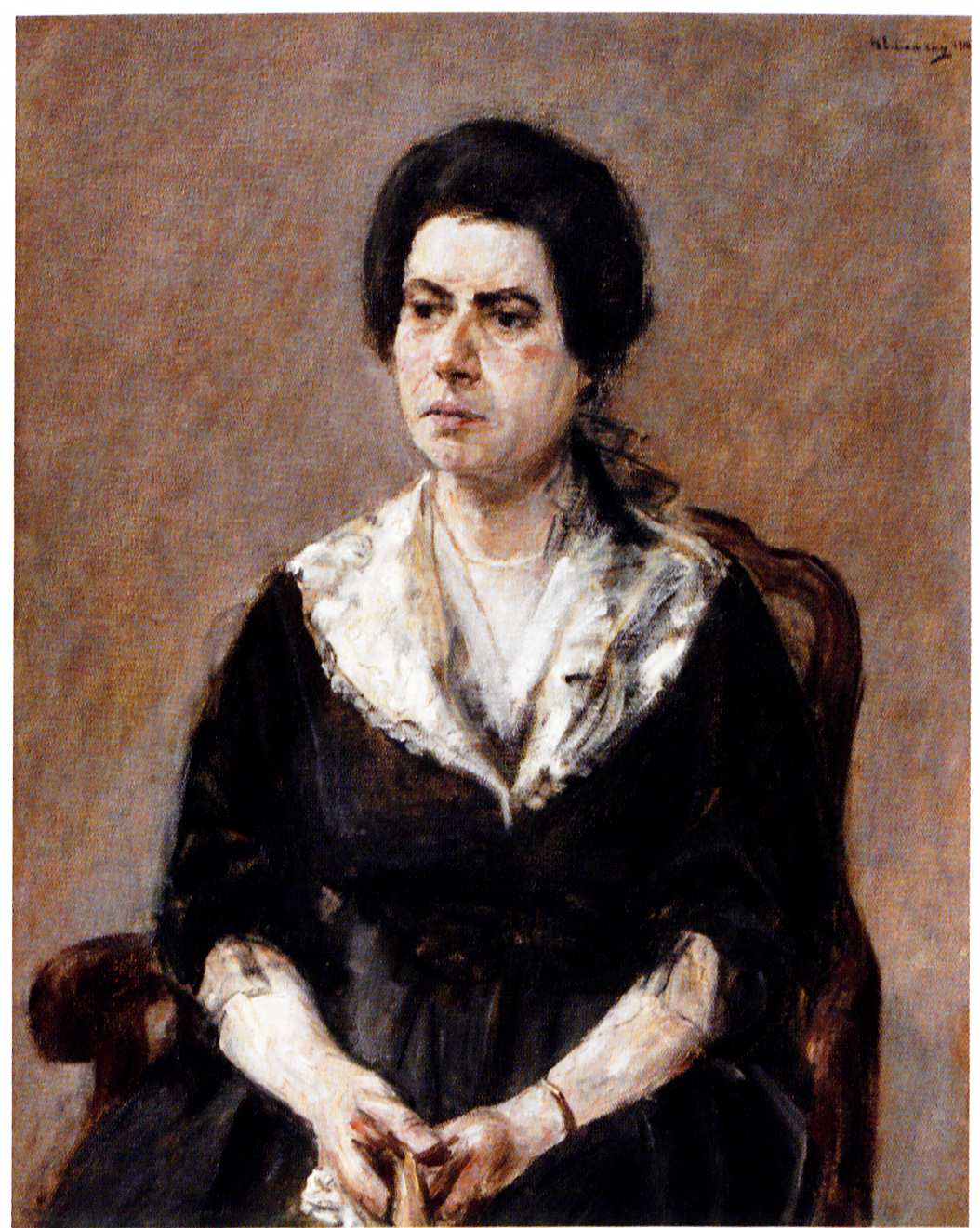
Max Liebermann: Julie Elias (1914)

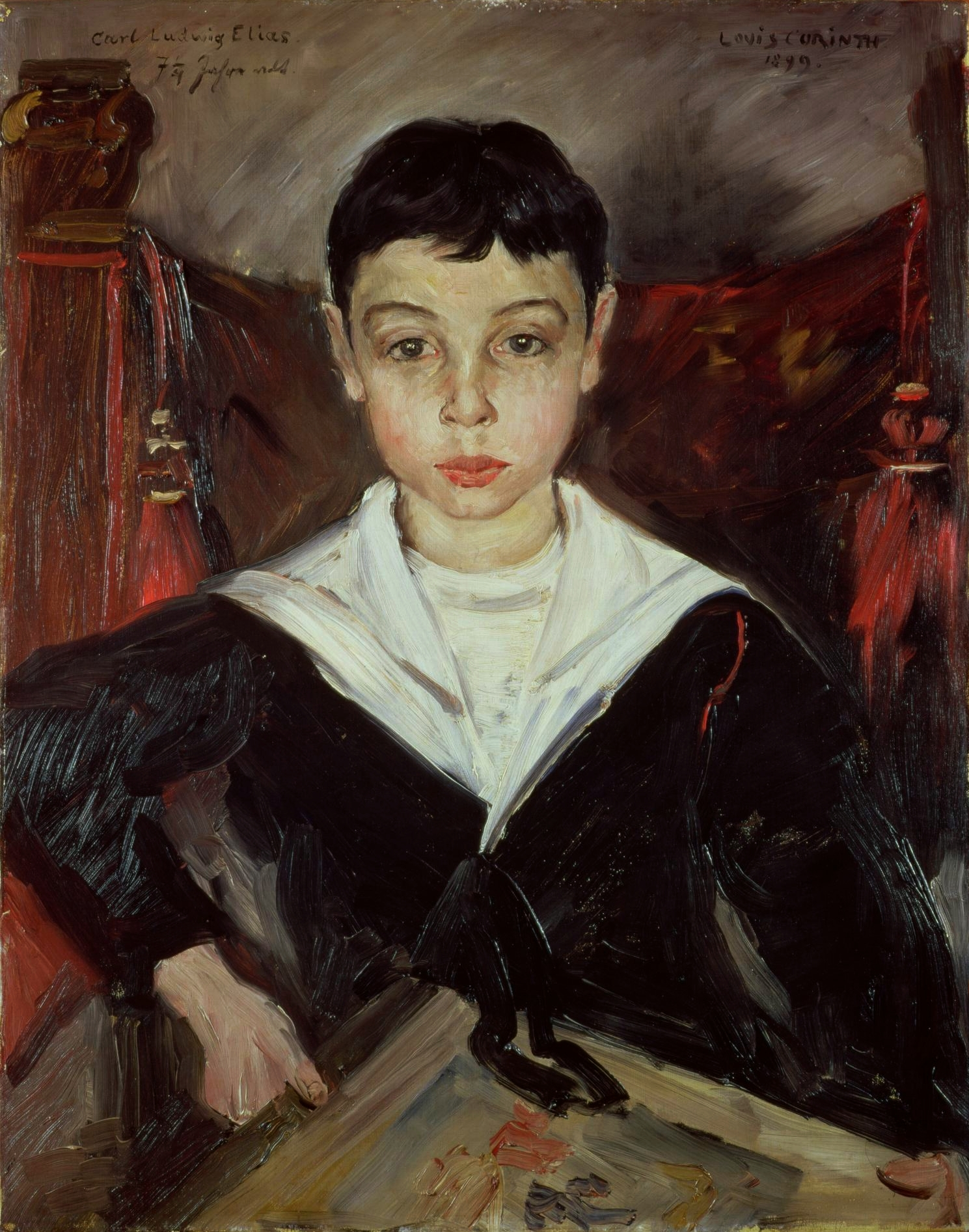
Lovis Corinth: Carl Ludwig Elias (1899)

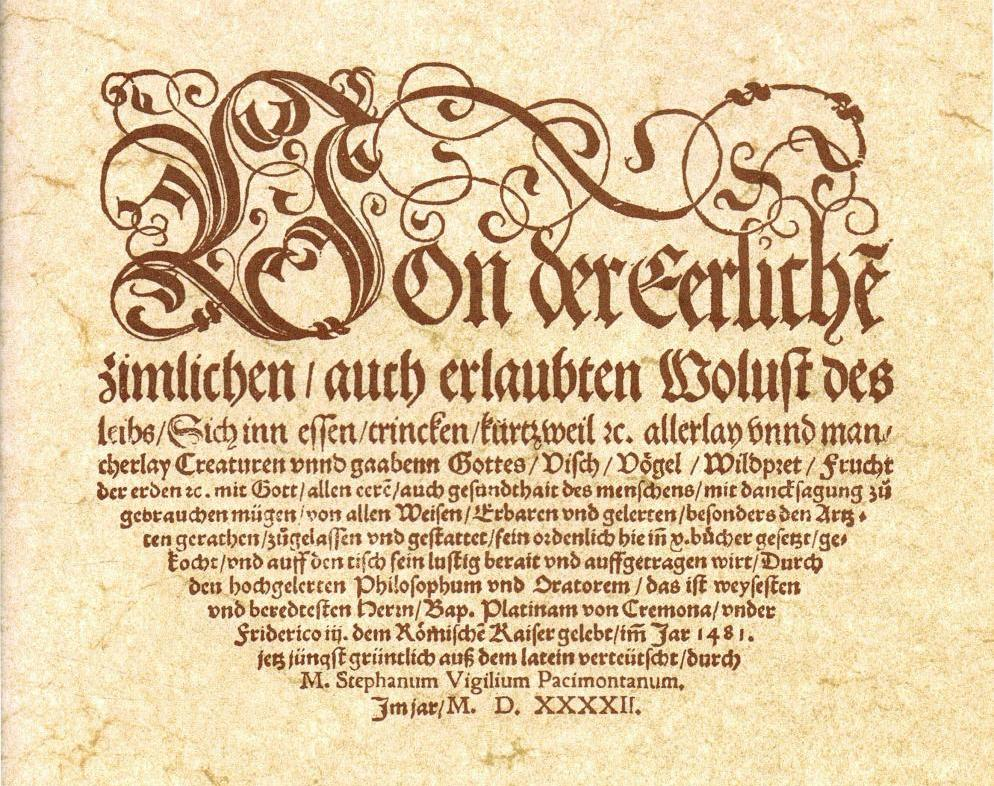
Von der Eerlichē zimlichen / auch erlaubten Wolust des leibs 1542

Julie Elias (geboren 6. Juni 1866 in Berlin als Julie Levin; gestorben 21. August 1943 in Lillehammer im besetzten Norwegen) war eine deutsche Modejournalistin und Autorin von Kochbüchern, die sich auch mit der jüdischen Küche beschäftigten. Sie war weltläufig, hochgebildet und zu Lebzeiten über die Grenzen Deutschlands als kulinarische Salonnière und erfolgreiche Schriftstellerin bekannt. 1938 musste sie als Jüdin verfolgt aus Deutschland fliehen. Nach der Vernichtung des europäischen Judentums im Holocaust fanden sich im öffentlichen Gedächtnis kaum noch Spuren von ihr.

## Leben
Julie Levin und der Kunsthistoriker Julius Elias heirateten 1888, sie hatten den Sohn Ludwig Elias (1891–1942). Sie bezogen 1890 das ererbte Haus in der Matthäikirchstraße 4 in Berlin, hatten einen großen Freundeskreis, pflegten die Geselligkeit und waren besonders befreundet mit dem Ehepaar Liebermann, mit dem sie den kulinarischen Genuss teilten, besonders die Liebe zur französischen Küche. Als Gastgeberin wurde Julie Elias zeitgenössisch als „Kochkünstlerin“ gepriesen.
Julie Elias war eine Modejournalistin sowie Autorin von Büchern zur praktischen Lebensführung und von Kochbüchern. Zwischen 1915 und 1928 erschienen 28 Artikel von ihr im Berliner Tageblatt. Sie schrieb außerdem für das Berliner Modejournal Styl, das 1929 gegründete Jüdische Magazin und die Zeitschrift Die Dame. In ihren Artikeln verband sie Mode und Kochen mit jüdischer Kultur, veröffentlichte zum Beispiel in Die Dame Rezepte für den Sabbat oder brachte im Jüdischen Magazin einen neuen modischen Stil konservativen jüdischen Leserinnen nahe. Sie verwendete in ihren Texten literarische Zitate. So vermittelte sie in einem Artikel von 1921 ihren Leserinnen mit einem Zitat von Guy de Maupassant den Zusammenhang von Kunstwahrnehmung und Geschmackswahrnehmung. In einem anderen von 1924 verknüpfte sie Ludwig Börnes Briefe aus Paris mit der zu dieser Zeit aktuellen Begeisterung deutscher Frauen für die Pariser Mode.
1925 publizierte sie Das Neue Kochbuch, das sich auch mit der jüdischen Küche beschäftigte. Es enthielt Rezepte für Speisen, die besonders zum Pessach-Fest traditionell zubereitet werden wie Matze. Darüber hinaus beschrieb sie einige Rezepturen von damals in Deutschland prominenten Jüdinnen, darunter Martha Liebermann und die Modejournalistin Elsa Herzog. Julie Elias’ Bücher über Kochen und Küchenpraxis sind jedoch nicht nur Rezeptsammlungen, die auf das praktische Handeln reduziert sind. Sie bezog vielmehr auch kulturgeschichtliches Wissen mit ein, ohne das handwerkliche Können abzuwerten. In ihren Büchern dachte sie geistreich über Kulinarik nach und zitierte aus den Werken bedeutender französischer und deutscher Gastrosophen wie Brillat-Savarin und Eugen von Vaerst. Über die Kochkunst schrieb sie: „Im übrigen verhält es sich mit dem Kochen wie mit jedem anderen künstlerischen Beruf: nur durch Übung gelangt man zur Bewährung, nur durch handwerkliche Tätigkeit zur Meisterschaft. [...] Intelligenz allein tut es nicht - eine verfeinerte Sinnlichkeit ist nötig.“ Der Einleitung des Neuen Kochbuchs stellte sie das Motto Kochkunst – „die erlaubte Wollust des Lebens“ voran und fügte dem in der zweiten Auflage 1927 (Kochkunst) die Erläuterung alter Mönchsspruch hinzu.
Elias unternahm nach der „Machtergreifung“ der Nationalsozialisten 1933 im Jahr 1934 noch eine Reise nach Italien und 1935 eine in die Schweiz. Gemeinsam mit ihrem Sohn Ludwig, der vor 1933 als Rechtsanwalt in Berlin praktiziert hatte, floh sie 1938 mit Unterstützung des norwegischen Außenministers Halvdan Koht nach Norwegen. Während sie sich mit Hilfe des norwegischen Widerstands der Verfolgung durch die deutschen Besatzer entziehen konnte, wurde Ludwig Elias am 26. November 1942 von Oslo aus in das Vernichtungslager Auschwitz deportiert und dort ein Opfer des Holocaust.
Der Berliner Feuilletonist Heinz Knobloch hat eine Materialsammlung zu Julie Elias angelegt, zur Ausführung der geplanten Biographie ist er nicht mehr gekommen.

## Gedenken

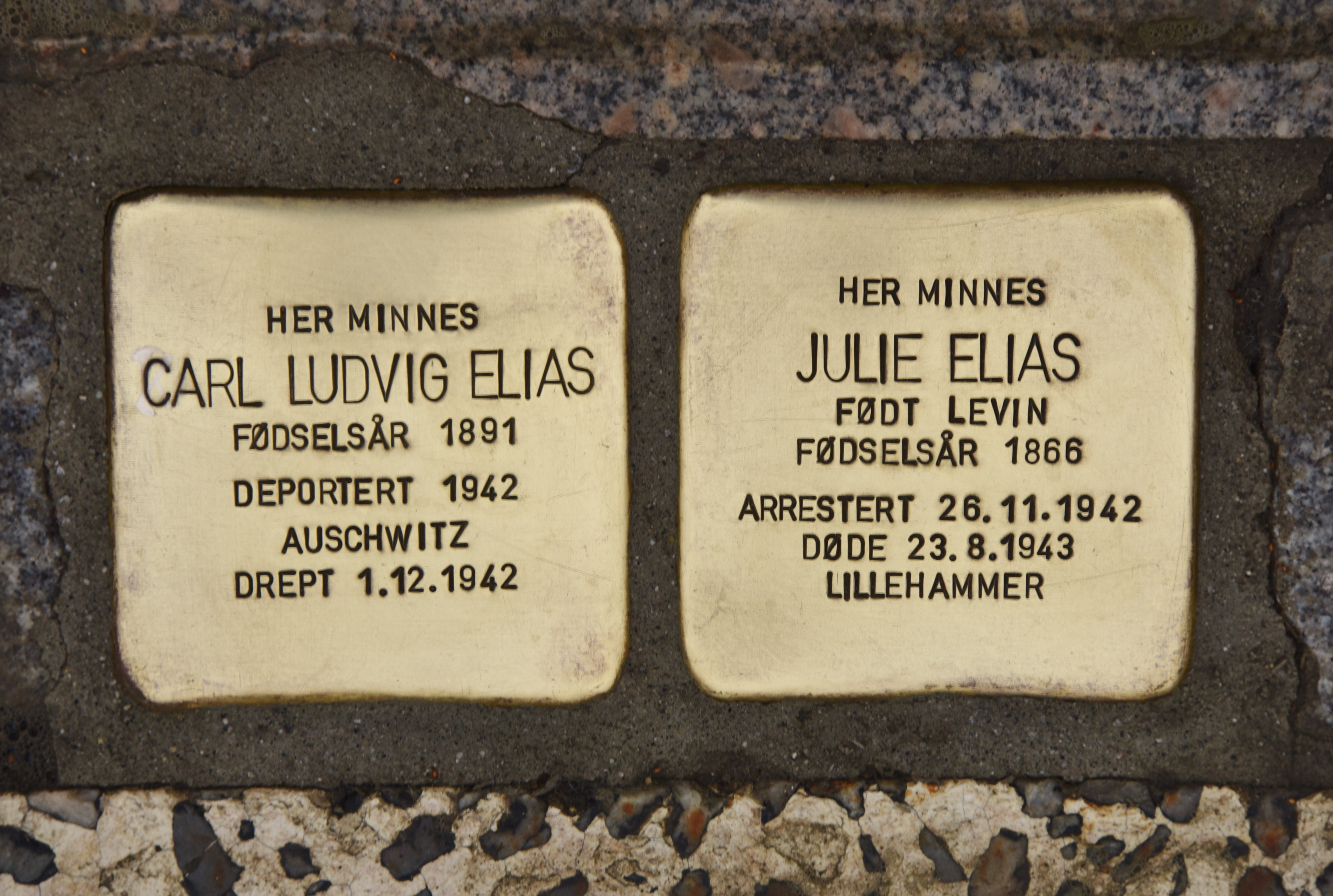
Stolpersteine in Lillehammer

Am 3. Juni 2021 wurden für Julie Elias und ihren Sohn Carl Ludvig Stolpersteine in Lillehammer verlegt.

## Werke (Auswahl)
- Die junge Frau. Ein Buch der Lebensführung. Illustrationen Ludwig Kainer. R. Mosse, Berlin 1921
- Brevier der feinen Küche. Illustriert nach den Meistern. Eysler, Berlin 1922
- Taschenbuch für Damen. Zeichnungen und Aquarelle von Emil Orlik. Ullstein A. G., Berlin 1924
- Das neue Kochbuch. Ein Führer durch die feine Küche. Max Liebermann gewidmet. Ullstein, Berlin 1925
  - Kochkunst. Ein Führer durch die feine Küche. Ullstein, Berlin [1927]
- Neue Rezepte. A. Wertheim, Berlin [um 1925]
- Vom Kochen und Würzen. H. W. Appel Feinkost A.G., Hannover 1929
- Sonntags- und Festgerichte. Sunlicht Ges., Mannheim 1931
- Der Besen des Magens. Käse und Käsegerichte. Zeichnungen Heinz Wallenberg. Preuss, Berlin 1931
- ... abends Gäste. Sunlicht Ges., Mannheim 1931
- Paul Reboux: Die neue Lebensart. Großreinemachen mit überlebten Gebräuchen und veralteten Anstandsregeln. Übersetzung Julie Elias. Piper, München 1932